# 綱木川ダム

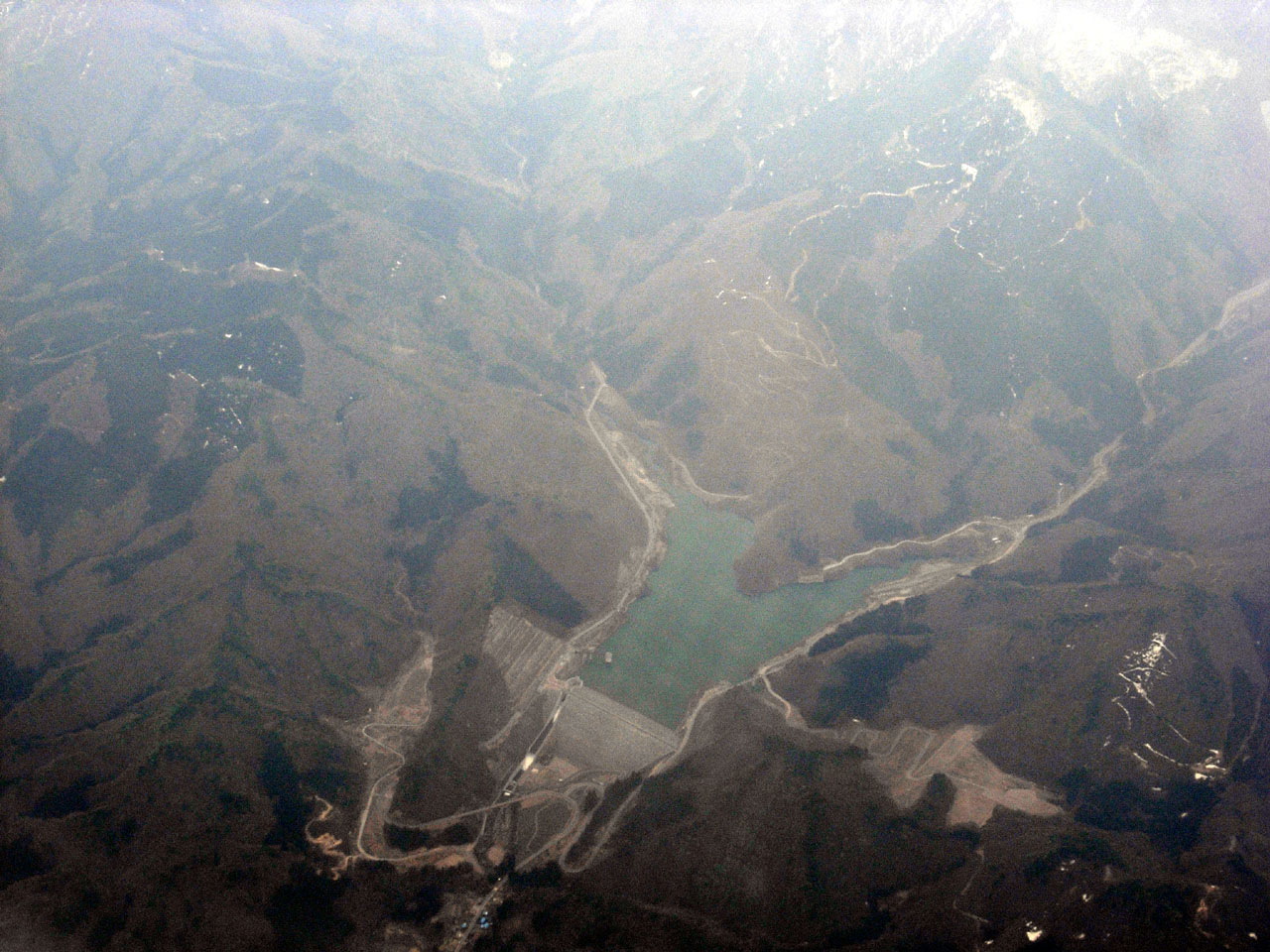
綱木川ダム空撮（2008年5月1日撮影）

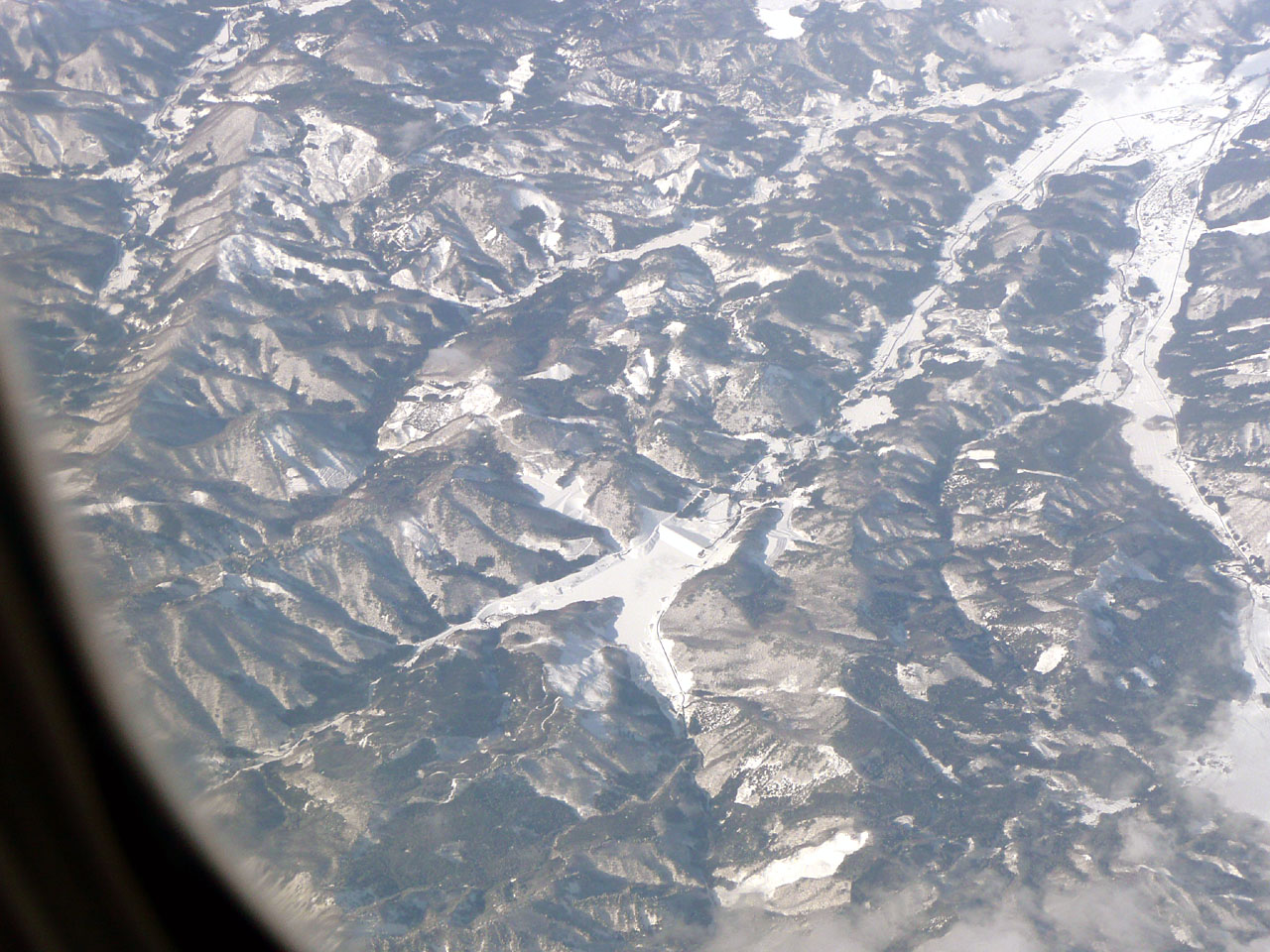
冬の綱木川ダム空撮（2008年2月10日撮影）

綱木川ダム（つなきがわダム）は、山形県米沢市簗沢字糸畔地先、一級水系 最上川水系鬼面川右支大樽川の小左支川である綱木川に建設されたダムである。

## 沿革
最上川水系上流部にあたる米沢盆地は最上川を始め鬼面川・羽黒川・置賜白川が合流する地域にあたる。このため豪雨が降るとたちまち水害が発生する常襲地帯でもあった。治水対策としては古くは米沢藩政時代に直江兼続による築堤事業などが行われていたが、その後も水害に悩まされていた。1967年（昭和42年）8月28日の羽越豪雨によって甚大な被害を受けたのち、建設省（現・国土交通省）によって置賜白川に白川ダムが建設され、置賜白川の水害は減少、羽黒川や鬼面川についても堤防整備を行い、次第に水害による大きな被害は減少していった。だが、米沢市を中心とする置賜地域は人口の増加が顕著となり、住宅地の拡大は治水安全度を低くしていったが堤防を建設する用地取得が次第に難しくなっていた。
加えて、米沢市や南陽市、東置賜郡の人口増加によって、従来河川の表流水に依存していた上水道は次第に逼迫。この為1975年（昭和50年）に完成した水窪ダムにその水源を求め、需要に対処した。だがそれでもなお上水道の需要は増大し続け、新たな水源確保が必要となった。こうした事から山形県は最上川上流部の主要支川である鬼面川流域に補助多目的ダムを建設し、置賜地域の治水と利水に対応しようとした。調査の結果右支川である大樽川の小左支川である綱木川にダム建設の適地があったことから、この地にダム計画が持ち上がった。これが綱木川ダムである。

## 目的
綱木川ダムは「鬼面川総合開発事業」の中心事業として1979年（昭和54年）より予備調査を開始して地質などを調査した後、1984年（昭和59年）から「綱木川ダム建設事業」として正式な事業がスタートした。その後補償交渉などを経て本体工事が開始され、2006年（平成18年）に本体が完成した。「試験湛水」も無事終わり2007年（平成19年）6月から供用している。
ダムは堤高74.0 mの中央土質遮水壁型ロックフィルダム。目的は綱木川・大樽川・鬼面川の洪水調節と流域の慣行水利権分の農業用水取水量を補給、かつ正常な流水量を維持し河川生態系を保全する不特定利水、米沢市・南陽市・東置賜郡（川西町・高畠町）2市2町への上水道供給である。この他、河川維持用水・不特定用水を利用し管理用発電（水力発電）を行う。認可出力は450 kWである。
ダム湖は一般から湖名が募集され、その結果2006年9月6日に「おしょうしな湖」と決定した。「おしょうしな」とは置賜地域の方言であり、意味は感謝の気持ちを表す言葉であるという。「自然の恵みと水資源に感謝する」という思いを込めて命名された。おしょうしな湖に試験的に貯水を行い、ダム本体や周辺の地質への異常がないかを確認する「試験湛水」を同年9月25日から実施し、計画している湖水位の最高点に（これをサージャージ水位と呼ぶ）同年11月13日に到達し、同年12月14日に最低水位まで湖水位を下げた。その後、国土交通省や経済産業省の検査を受検し2007年6月からダムの運用を開始した。ダムの直下流に橋が架かっており、ダム下流全景を真正面から望む事が出来る。この様な例は山形県内のダムでは極めて珍しい。